# 山紅腹魚
山紅腹魚（学名：Chrosomus oreas）为輻鰭魚綱鯉形目雅羅魚科的其中一種，分布於北美洲美國維吉尼亞州、西維吉尼亞州及北卡羅萊納州淡水流域，本魚體延長而側扁，鼻尖，吻近端位，體上部橄欖色到綠金色，下部是銀白色到紅色，雄魚胸鰭和腹鰭基部銀色，胸部黑色，其餘魚鰭黃色，體長可達7.2公分，棲息於河源上游與小溪的湖、池塘、沼澤與水池，屬雜食性，以藻類及昆蟲幼蟲等為食，可做為觀賞魚。

## 扩展阅读
維基物種上的相關：山紅腹魚
1. ↑  NatureServe. . The IUCN Red List of Threatened Species. 2013, 2013: e.T202068A15362544  [18 November 2021]. doi:10.2305/IUCN.UK.2013-1.RLTS.T202068A15362544.en .